# Novi Punk Val 78-80
Novi Punk Val je kompilacijski album koji pruža solidan izbor iz početnih uradaka prve generacije hrvatskih i slovenskih punk i novovalnih bendova. Ploča je objavljena 1981. godine u izdanju ZKP RTVLJ, a sastavio ju je slovenski rock kritičar Igor Vidmar. Od poznatijih bendova, na ploči se nalaze pjesme Prljavog kazališta, Pankrta, Parafa i Termita. Od hrvatskih sastava na ovom su se albumu našli Prljavo kazalište, Problemi, Paraf i Termiti.

## Sadržaj ploče
1. Pankrti - Anarhist
2. Pankrti  - Tovar'ši, jest vam ne verjamem
3. Pankrti  - Lublana je bulana
4. Prljavo kazalište - Moj je otac bio u ratu
5. Grupa 92 - Videti jih
6. Problemi - Sranje
7. Problemi - Grad izobilja
8. Berlinski zid - Možgani na asfaltu
9. Berlinski zid - Po cestah mesta
10. Paraf - Narodna pjesma
11. Grupa 92 - Kontroliram misli
12. Buldogi - To ni balet
13. Termiti - Vjeran pas
14. Termiti - Mama, s razlogom se brineš
15. Termiti - Vremenska progonoza

## Vanjske poveznice
- Discogs